# Рашизъм
Рашизъм (рус: „рашизм“ от англ. Russia, Russian, произнася се раша, и итал. fascismo – фашизъм, от който окончанието -изъм) е термин, с който през 2014 година в Украйна, след анексията на Крим и войната в Донбас, започва да се нарича политическата идеология и социалните практики на управляващия режим в Русия. Доктрината му е основана на идеите за „особената цивилизационна мисия“ на руснаците. Терминът набира популярност и в други държави след нападението на Русия над Украйна през 2022 година. Рашизмът се свързва с идеята за „величието на руския народ“ и нетърпимостта към културните особености на други народи. Наследява постулатите на тоталитаризма и империализма от Съюза на съветските социалистически републики. Използва руското православие като морална доктрина, както и геополитически инструменти за насаждане на влияние, които са свързани преди всичко със създаване на икономическа зависимост към руските енергийни носители.

## Етимология и определения
Терминът „рашизъм“ е изкуствено образуван чрез комбиниране на английската дума Russia (т.е. Русия, произнасяна: rasha) с международната дума „фашизъм“. Представлява словосливане и снегоклонинг на думи. Разиграва се съзвучието на думите рашизъм и расизъм. Рашизъмът е вид тоталитарна, фашистка идеология, симбиоза на основните принципи на фашизма и сталинизма. Той е в основата на руската геополитика, насочена към и анексирането на други държави, често маркирана с печата на „обединение на историческите руски земи“ и базирана на местно сътрудничество и подкрепа за петата колона на Русия.

## История
Терминът става широко разпространен в неформалните кръгове през 2008 г – по време на руско-грузинската война от 2008 г. Втората вълна на разпространение на този термин настъпва с анексирането на Автономна република Крим от Руската федерация, свалянето на Boeing 777 близо до Донецк на 17 юли 2014 г. и началото на руско-украинската война през 2014.
За първи път е въведен от Херцен в неговата мемоарна книга „Минало и размисли“ (1868 г.) под формата „русизъм“, за да обозначи екстремистката тенденция в московството. Възраждането на термина се дължи на президента на Чеченска република Ичкерия Джохар Дудаев, който вижда основната черта на русизма в териториалната експанзия на Русия в Кавказ. Тази линия на възприятие е продължена от Шамил Басаев и Аслан Масхадов, например:
Борис Грушин вижда в основата на русизма феодално робство, докато неговите опоненти наричат тази позиция русофобска. Представителите на руския национализъм обаче превръщат този термин (като комбинация от „руски империализъм“ с „домашен национализъм“) в основата на своята идеология. Така националистът Александър Иванов-Сухаревски обявява проект за изграждане на Свещена Русия – суперсили (класова империя), водени от народа на славяно-русите, обединени от кръв, език и история.
Сред многото радикални националистически движения от 90-те години в Русия, крайнодясната фашистка Народна национална партия на Русия (НПП), основана през 1994 г. от Александър Иванов-Сухаревски, образователен директор, и Алексей Широпаев, е вдъхновена от фашизма в италиански стил, Православие и казашки движения и разпространява идеологията, която тя нарича русизъм. Тази идеология е комбинация от популизъм, расов и антисемитски мистицизъм, национален екологизъм, православие и носталгия по царя. Партията има само няколко хиляди членове, но исторически е повлияла на извънпарламентарната сцена в Русия чрез добре познатите вестници „Я Русский“, „Наследие Предков“ и „Ера России“. Партията скоро се сблъсква със закона за разпалване на етническа омраза, а „Я Русский“ в крайна сметка е забранен през 1999 г. и Иванов-Сухаревски е осъден на няколко месеца затвор. След освобождаването си обаче той остава важна фигура в кръгове, близки до Съюза на писатели на Русия и продължава дейността си.
По време на руската инвазия в Украйна Алексей Данилов казва, че приближени на Владимир Путин психическото състояние на президента не е нормално. Американското разузнаване заявява, че основната му задача е да разбере истината за психическото състояние на руския лидер. В крайна сметка, според експерти, поведението на Путин става все по-нестабилно и ирационално. Позовавайки се на двама неназовани висши служители в американската администрация, CNN публикува информация, че руският президент Путин е в състояние на изключителен гняв заради суровите санкции на Запада срещу руската икономика.
На 12 май 2022 г. комисията по хуманитарна и информационна политика във Върховната рада на Украйна призовава журналистите и медийните организации да използват понятието „рашизъм“ и неговите производни в своите публикации и предавания. „Терминът „рашизъм“ отразява както идеологията на днешна Русия, така и военните престъпления и „нечовешката жестокост, които нейната армия извършва и демонстрира на украинска земя“, казва се в официалната позиция на парламентарната комисия. Предлага се включването на понятието и в официалните терминологични речници на украинския език. Във връзка с тази позиция Националният съюз на журналистите в Украйна припомня, че рашизмът е вид нацизъм, фашизъм и синоним на термина „руски нацизъм“, и представлява „идеологическата основа на путинизма“.

## Идеологията на рашизма

### Същност
Рашизмът е квазиидеология, противоречива смесица от империя, шовинизъм на великите сили и религиозен традиционализъм, основана до голяма степен на носталгията по съветското минало. Идеологията се противопоставя на западните, либерално-демократични ценности и институции, включително свободните избори и други граждански права и свободи. Идеологията на рашизма се основава на омраза и завист към западните демокрации – Европа, САЩ, Канада. В основата на тази идеология стои култът към националния водач, върнал на Русия нейното „величие“.
Идеологията на рашизма съчетава възгледите за света като поле на тотална брутална борба за оцеляване с претенция за висока духовност, до която според рашистите останалият свят не може да се издигне. В същото време тази идеология е квинтесенцията на хулиганството и грубостта. В същото време някои прояви на западната култура, като легализирането на проституцията, правата на сексуалните малцинства („гейропа“), наркозависими и т.н., могат да бъдат използвани за оправдаване на „липса на духовност“ у други нации или обратно – като цивилизационна принадлежност на Русия към общността на цивилизованите страни. Рашизмът е комбинация от концепцията за „специалния път“, за която толкова много се говори от болшевиките, с нацистката идея за превъзходство, но не расово, а духовно – накрая дава смъртоносна смес, наречена „Руски свят“.
Руският политолог Андрей Пионтковски твърди, че идеологията на руския фашизъм в много отношения е подобна на германския фашизъм (нацизъм), докато речите на президента Владимир Путин отразяват подобни идеи като тези на Адолф Хитлер.
Професор Олег Хринив смята, че рашизмът трябва да бъде ясно разграничен от путинизма, тъй като рашизмът се отнася до идеологическата обосновка на авантюристичната политика на настоящия руски диктатор Путин – Московски империализъм, при който идеологически съперници (партийни идеолози и шовинисти и антикомунисти) се обединяват около икономическото и политическото изнудване на държави на територията на бившата империя, Болшевизмът, от своя страна, вече може да се разглежда само като форма на рашизъм. Същевременно клерикалната версия на рашизма се опитва да приложи Московския патриарх Кирил, както личи от неговата концепция за „руски свят“. В основата на рашизма е отхвърлянето на западната цивилизация, която се противопоставя на един вид руска (евразийска) цивилизация. Московските интелектуалци са съгласни с автократа Путин, който се стреми да сложи край на царския и болшевишкия украиноцид. Това е идеологическата основа на путинизма. Историята потвърждава, че рашизмът включва предимно унищожаване на украинците като национална общност.

### Функции
Според професор Александър Костенко, рашизмът е идеология, която се основава на илюзии и обосновава всякакъв произвол в името на погрешно тълкувани интереси на руското общество. Във външната политика рашизмът се проявява по-специално в нарушаване на принципите на международното право, налагане на своята версия на историческата истина на света единствено в полза на Русия, злоупотреба с правото на вето в Съвета за сигурност на ООН и т.н. Във вътрешната политика рашизмът е нарушаване на човешките права на свобода на мисълта, преследване на членове на „дисидентското движение“, използване на медиите за дезинформиране на народа им и т.н. Александър Костенко също смята рашизма за проява на социопатия.
Рашизмът има заместваща функция на религията, давайки на адепта чувство за принадлежност към борбата между „доброто и злото“, изпълвайки съществуването му със смисъл, оправдавайки трудностите и жертвите, които носи в реалността, освобождавайки го от комплекса за малоценност.
Според Никола Томенко „рашизмът“ е мизантропна идеология, която не се различава съществено по съдържание от фашизма или сталинизма. Русия, която първоначално се бори за информация и идеология, подкрепя всички методи (включително военните) за унищожаване на онези, които не подкрепят идеологията на „Руския свят“ и предвижда прилагането на тази идеология по всякакъв начин.